# White-Slave Traffic Act
White-Slave Traffic Act, även kallad Mann Act, är en amerikansk federal lag införd 25 juni 1910. Den har sitt namn efter kongressledamoten James Robert Mann. Lagen förbjuder någon att trafikera kvinnor eller flickor mellan delstater eller till och från landet för sexuella syften. 
Syftet var att förhindra trafficking med prostitution som syfte. Det rådde under slutet av 1800-talet en panik i Västvärlden för att flickor utsattes för kidnappning och vit slavhandel av människohandlare som sålde dem till bordeller, en skräck som hade orsakats av beskrivningar av slavhandeln på Barbareskkusten. Detta var en skräck som växte när det blev allt vanligare att unga kvinnor kring sekelskiftet började träffa friare på kaféer och liknande platser utan sina föräldrars närvaro, vilket skapade en rädsla hos föräldragenerationen om att de kunde råka ut för kidnappning. Lagens luddiga formulering om "omoraliska syften" ledde dock till att den missbrukades för att förhindra även ömsesidiga och frivilliga sexuella förbindelser som inte hade med prostitution att göra.   Lagen korrigerades 1978 och 1986 för att tydliggöra att den riktade sig mot prostitution och trafficking. 